# Levizonus laqueatus
Levizonus laqueatus är en mångfotingart som beskrevs av Mikhaljova 1981. Levizonus laqueatus ingår i släktet Levizonus och familjen Xystodesmidae. Inga underarter finns listade i Catalogue of Life.